# Конюшковские Выселки
Конюшковские Выселки — деревня в Чаплыгинском районе Липецкой области России. Входит в состав Конюшковского сельсовета.

## География
Деревня находится в северо-восточной части Липецкой области, в лесостепной зоне, на левом берегу реки Сухая Кобельша, на расстоянии примерно 34 километров (по прямой) к северо-западу от города Чаплыгина, административного центра района. Абсолютная высота — 137 метров над уровнем моря.

### Климат
Климат характеризуются как умеренно континентальный, с умеренно холодной продолжительной зимой и тёплым летом. Среднегодовая температура воздуха составляет 4,6 °С. Средняя температура воздуха самого холодного месяца (января) — −10,3 °C (абсолютный минимум — −42 °C); самого тёплого месяца (июля) — 19,5 °C (абсолютный максимум — 39 °C). Безморозный период длится около 146 дней. Среднегодовое количество атмосферных осадков составляет 480 мм, из которых большая часть выпадает в тёплый период. Устойчивый снежный покров образуется в среднем 29 ноября, сходит 8 апреля.

### Часовой пояс
Деревня Конюшковские Выселки, как и вся Липецкая область, находится в часовой зоне МСК (московское время). Смещение применяемого времени относительно UTC составляет +3:00.

## Население
| 2010 |
| ---- |
| 0    |

### Национальный состав
Согласно результатам переписи 2002 года, в национальной структуре населения русские составляли 100 % из 7 чел.